# Centranthus macrosiphon
Centranthus macrosiphon es una especie de plantas de la familia de las valerianáceas.

## Descripción
Hierba anual, de color verde o rosado. Los tallos de hasta 50 cm de altura, ramificados. Las hojas con limbo de hasta 5 (-7) × 3 (-5) cm, ovado o anchamente elíptico; las basales pecioladas, dentadas o crenadas, rara vez pinnatífidas; las más superiores de cortamente pecioladas a subsentadas, pinnatífidas, con lóbulos enteros o dentados. Las inflorescencias con ramas cortas, densas. Corola fresa o rosa dara; con tubo de 5-8 mm con espolón de 1-1.5 mm que sobrepasa a la base de la corola. Los frutos de 2.5-3.5 mm, ovoideos, glabros o hirsutos, con cáliz persistente de c. 0.5 mm; a veces con algún fruto con cáliz formado por setas plumosas de 3-4 mm. Florece de marzo a junio (julio).

## Distribución y hábitat
Se encuentra en herbazales en suelos nitrificados de baldíos, arcenes, bordes de camino, y alcornocales, encinares, quejigales y coscojares, en situaciones termófilas; a una altitud de 10-1720 m s. n. m. (metros sobre el nivel del mar) en España y Norte de África (Marruecos y Argelia); naturalizado en el oeste de Italia, Grecia y Australia.

## Taxonomía
Centranthus macrosiphon fue descrita por Pierre Edmond Boissier y publicado en Diagn. Pl. Orient. ser. 1, 3: 57, en el año 1843.
Etimología
Centranthus: nombre genérico que deriva de las palabras griegas:
kéntron = ‘aguijón’, ‘espolón’, etc.; y ánthos = ‘flor’. Las flores, en este género, tienen espolón.
macrosiphon: epíteto latino que significa ‘con un gran tubo’.
Citología
El número de cromosomas es de: 2n = 32.
Sinonimia
- Centranthus cadevallii Sennen
- Centranthus dasycarpus Kunze
- Ocymastrum macrosiphon Kuntze
- Valeriana macrosiphon Bailly[5]

## Nombre común
- Castellano: cata, disparates, valeriana mayor.[6]